# Epicypta williamsi
Epicypta williamsi är en tvåvingeart som beskrevs av Lane 1960. Epicypta williamsi ingår i släktet Epicypta och familjen svampmyggor. Inga underarter finns listade i Catalogue of Life.